# Saeed Sheikh
Ahmed Omar Saeed Sheikh, född 23 december 1973, är en brittisk islamist av pakistansk börd. Han förknippas med islamiska militanta organisationer som Jaish-e-Muhammad, al-Qaida, Harkat-ul-Mujahideen och Talibanerna. Han misstänks ligga bakom flera terrordåd samt bortförandet och mordet på den amerikanske journalisten Daniel Pearl (1963–2002).

## Biografi
Saeed Sheikh studerade i London, då han enligt Pervez Musharrafs bok In the Line of Fire rekryterades av den brittiska underrättelsetjänsten MI6. Senare kom Saaed Sheikh att arbeta Pakistans underrättelsetjänst ISI. Det var dock många i den före detta pakistanska presidenten Musharafs regering, som trodde att Saeed Sheikh erhöll stöd från CIA.

## Terrorism
När Saeed Sheikh var 20 år kidnappade han tre britter och en amerikan i norra Indien. Alla räddades och Saeed Sheikh blev skjuten och gripen av indisk polis. När han släpptes från fängelset, kom han i kontakt med Usama Bin Ladin och fungerade som "mellanhand" till ISI.
Saeed Sheikh anklagades 2001 för att på order av dåvarande ISI-chefen Mahmood Ahmed fört över 100 000 dollar till självmordspiloten Mohammed Atta. Dennis Lormel på FBI:s ekonomiska rotel bekräftade överföringen. Trots detta väckte inte dessa uppgifter 11 september-kommissionens intresse. De försökte snarare tona ned Pakistans roll i 11 septemberattackerna.
Han dömdes av pakistansk domstol för att ha fört bort och sedan dödat journalisten Daniel Pearl 2002. I juli 2002 dömdes han till döden genom hängning.
Saeed Sheikh har även blivit misstänkt av "The Observer Research Foundation" , för att ha planlagt terrordåden i London 2005 från sin fängelsecell.